# چمیئلو، وئیودشیپ پومرانیان غربی
چمیئلو، وئیودشیپ پومرانیان غربی (به لاتین: Trzmielewo, West Pomeranian Voivodeship) یک روستای لهستان در لهستان است که در Gmina Darłowo واقع شده‌است.

## خصوصیات
چمیئلو ۲۰ نفر جمعیت دارد.